# 1154 Астрономія
1154 Астрономія (1154 Astronomia) — астероїд головного поясу, відкритий 8 лютого 1927 року.
Тіссеранів параметр щодо Юпітера — 3,141.